# موريس بريتون
موريس بريتون هو محامي وسياسي كندي، ولد في 15 أغسطس 1909 في جولييت في كندا، وتوفي في 3 يونيو 2001. نشط حزبياً في الحزب الليبرالي الكندي. وقد انتخب عضو مجلس العموم الكندي.